# Kasteel de Pélichy

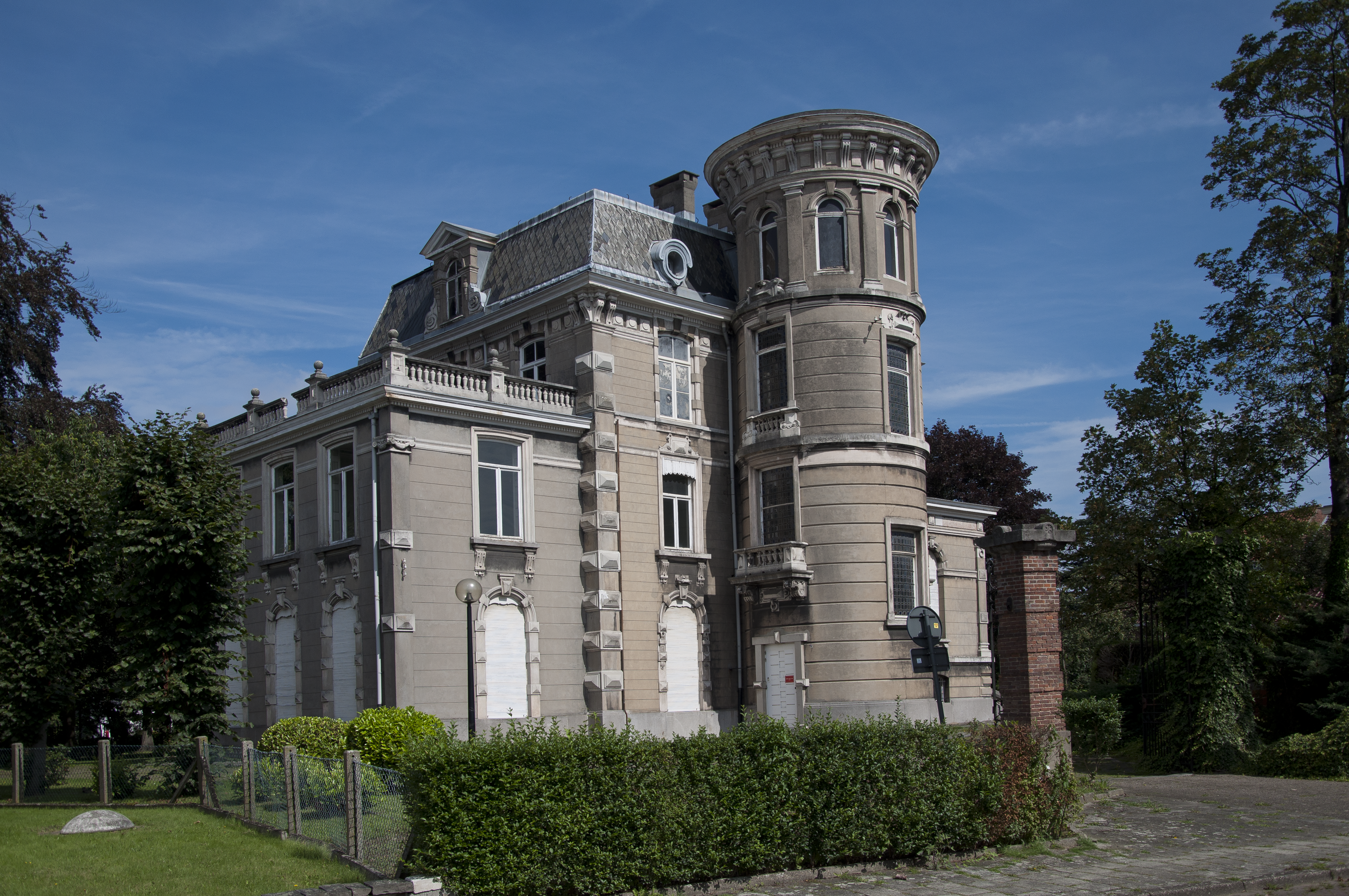
Kasteel de Pélichy

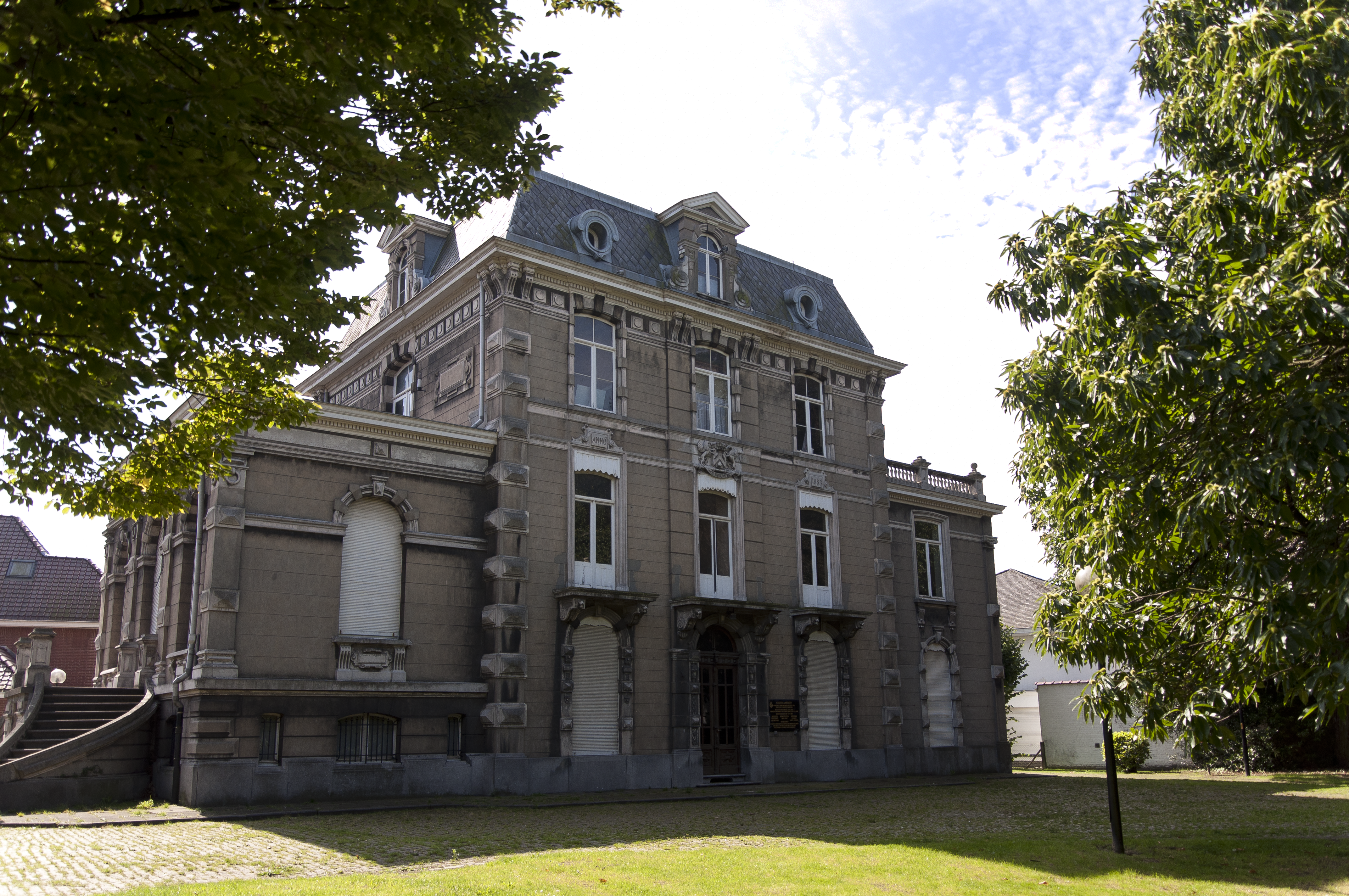
Kasteel de Pélichy

Het kasteel de Pélichy in de Belgische deelgemeente Gentbrugge is een 19e-eeuws kasteel met park en vijver. Het is een van de weinige kastelen die in Gentbrugge nog worden aangetroffen. Ooit telde deze gemeente er meer dan twintig.

## De Meulenaere
Octave de Meulenaere (1840-1905) verwierf gronden aan de Oude Brusselseweg te Gentbrugge via zijn huwelijk met Ida Lauwick (1836-1878). Zij was een dochter van het huwelijk tussen Ludovicus Lauwick met een dochter van Bernardus Haemelinck die 52 hectare grond bezat in Gentbrugge. Octave de Meulenaere was eerste voorzitter van het Hof van Beroep en bij het Assisenhof te Gent. In 1883 vatte hij plannen op om een kasteel te bouwen dat in 1885 volledig in neoclassicistische stijl was afgewerkt. Het domein was ommuurd, voorzien van een koelhuis, serres en een volière met een woning voor de hovenier, een wal met een brug en een inrijpoort.

## De Pelichy
Na zijn overlijden woonde er zijn dochter Clara (1863-1919) die gehuwd was met Leon Théodore de Pélichy (1863-1936), raadsheer bij het Hof van Beroep in Gent. In 1907 kwam het domein in hun bezit en Théodore de Pélichy woonde er tot zijn dood in 1936. In 1937 erfde zijn zoon François (1891-1962) het kasteel. Hij verkocht een stuk van het domein in 1943 en een woning op het domein in 1946. Immobiliën Bernheim zorgde voor de verkaveling van het domein toen baron François de Pélichy het kasteel met remise, serres en park te koop stelde. Toen werd ook de torenspits verwijderd. Tot 1953 werd het kasteel bewoond door Jean de Cocqéau des Mottes (1909-2001) en zijn echtgenote barones Juliette de Pélichy (1921-1994), enige dochter van François en laatste naamdrager van de familie de Pélichy.

## Gemeentebestuur
In de jaren vijftig van de 20e eeuw kocht de gemeente Gentbrugge het kasteel aan om het te renoveren tot cultureel centrum. Uiteindelijk vond het politiecommissariaat er onderdak van 1955 tot 1977 en later een aantal verenigingen.
Anno 2011 stelde de stad Gent het kasteel te koop, met uitzondering van het park.
In mei 2014 werd het kasteel aangekocht voor 1 miljoen euro door de Schoonheidsschool die het kasteel grondig renoveerde.